# Палавічінія
Палавічінія (Pallavicinia) — поширений у всьому світі рід родини Pallaviciniaceae. Талом простий, містить міцне волосся, як середня жилка. Область талома, крім середньої жилки, складається з одного шару клітин. Талом темно-зеленого, зеленого чи або блідо-зеленого кольору, 3-6 см в довжину і 4-5 мм в ширину, краї повністю або неправильно лопатеві. 
Більшість видів поширені в тропічних, субтропічних або помірних регіонах. Росте в тінистих і вологих місцях. Населяє такі місця, як вкриті вологим ґрунтом скелі, береги прісних струмків.
Види:
1. Pallavicinia ambigua
2. Pallavicinia baldwinii
3. Pallavicinia blytii
4. Pallavicinia byssophora
5. Pallavicinia isoblasta
6. Pallavicinia levieri
7. Pallavicinia lyellii
8. Pallavicinia radiculosa
9. Pallavicinia serrata
10. Pallavicinia spinosa
11. Pallavicinia subciliata
12. Pallavicinia valida
13. Pallavicinia xiphoides